# Vrabinec
Vrabinec je přírodní rezervace asi 1,5 km severovýchodně od obce Těchlovice v okrese Děčín v Ústeckém kraji. Území o rozloze 8,77 ha spravuje Agentura ochrany přírody a krajiny, regionální pracoviště Správa Chráněné krajinné oblasti České středohoří.

## Geologie a geomorfologie

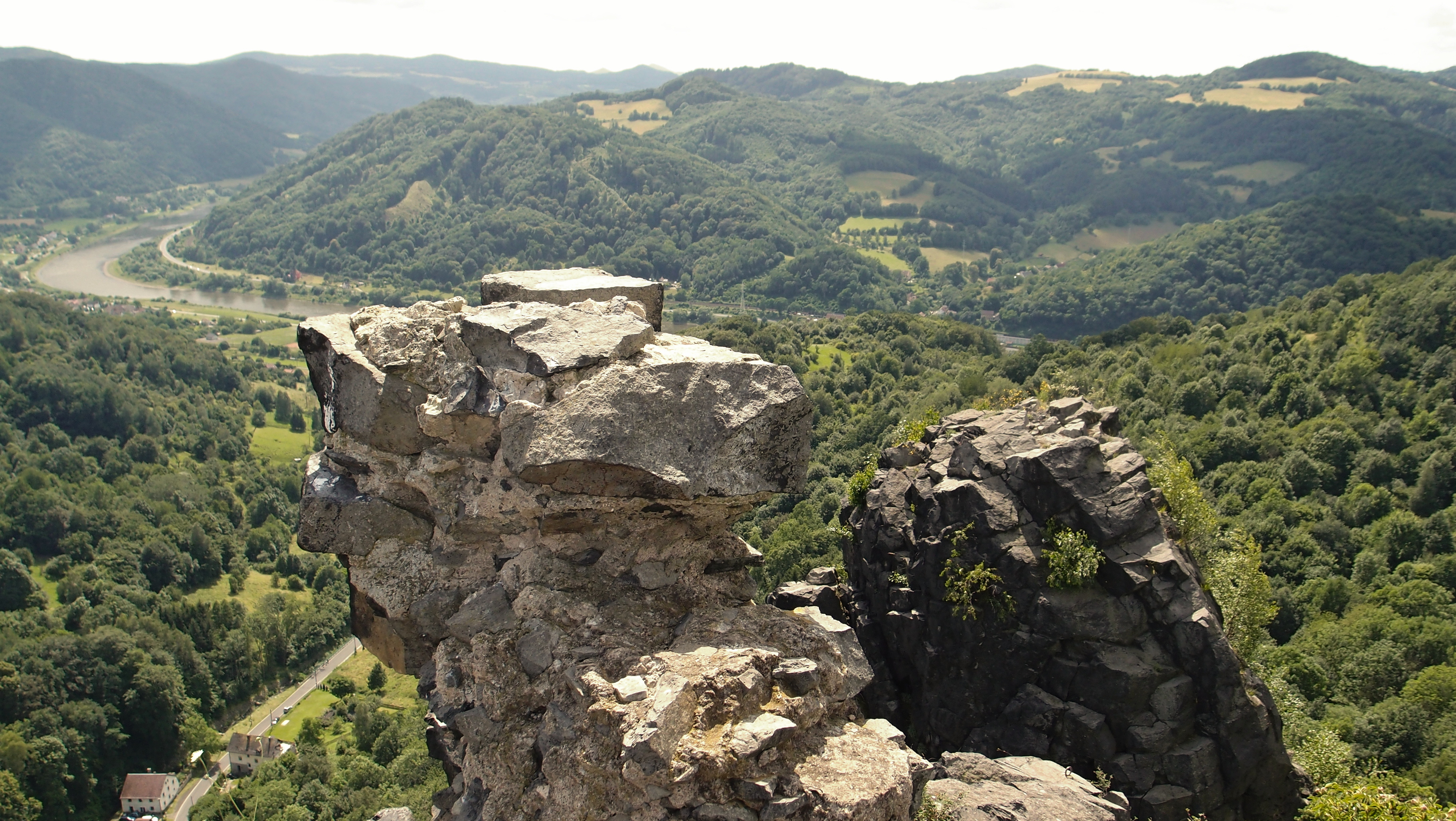
Výhled z vrcholu do údolí Labe

Skalnatý vrch s nadmořskou výškou 407 m je významnou krajinnou dominantou této části Ústeckého kraje. Svahy Vrabince mají sklon až 40°. Na vrcholové části lze pozorovat různé tvary zvětrávání sloupovitě odlučné horniny (jehly, sloupy, mrazové sruby a srázy, mrazové trhliny a balvanové haldy).
Dle geomorfologického členění patří Vrabinec do Krušnohorské subprovincie, konkrétně do Podkrušnohorské oblasti, celek České středohoří, podcelek Verneřické středohoří a okrsek Benešovské středohoří.

## Předmět ochrany
Důvodem vyhlášení přírodní rezervace je ochrana vypreparovaného čedičového (nefelinický tefrit) sopouchu a jeho okolí s výskytem teplomilných rostlinných a živočišných společenstev, sutí a suťových lesů. Výskyt uvedených společenstev patří k nejsevernějším lokalitám jejich výskytu v údolí Labe.
Rezervace je z větší části porostlá listnatým lesem (lípa, habr, dub, buk, borovice, bříza). Z chráněných rostlin se vyskytuje tařice skalní, medovník tenkokvětý, bělozářka liliovitá, modřenec tenkokvětý nebo lilie zlatohlávek.
Mezi ohrožené druhy živočichů, žijící v této lokalitě, patří například zmije obecná (Vipera berus), ještěrka zelená (Lacerta viridis) nebo slepýš křehký (Anguis fragilis). Na místních skalách již několik let hnízdí krkavec velký (Corvus corax). Celkově vzato je PR Vrabinec zoologicky méně prozkoumanou lokalitou. V minulosti se zde uskutečnil pouze průzkum měkkýšů a suchozemských stejnonožců. Je zmiňován výskyt drabčíkovitého brouka Staphylinus latebricola, jehož přítomnost svědčí o zachovalosti přírodního prostředí.

## Dostupnost
Na skalnatém vrcholu se dochovaly zříceniny hradu Vrabinec ze 14. století. Vrabinec je dostupný po červeně značené turistické cestě, od nádraží Těchlovice na železniční trati 073 Ústí nad Labem - Střekov - Děčín východ je vzdálen asi 1,5 km. Další variantou je přístup z obce Lesná (Děčín) taktéž po červené turistické cestě, která je však méně náročnou. Dostupná je od autobusové zastávky Lesná (Děčín) směrem k místnímu hřbitovu. Délka trasy činí asi dva kilometry. Podél cesty lze spatřit bývalou obec Ptačí (Ptačí zpěv, německy Vogelgesang).
Do vrcholových skalních partií Vrabince je v příslušném ročním období omezen přístup kvůli hnízdění některých druhů ptáků, zejména dravců (krkavec velký) a sov. V roce 2018 vybudoval horolezec Karel Bělina nelegálně v přírodní rezervaci Vrabinec několik tzv. ferrat neboli zajištěných cest. Cesta "Jízda zbrojnošů" na Vrabinci byla dokonce uvedena v databázi českých ferrat. V důsledku toho došlo k značnému poškození zdejší přírody. Bylo narušeno hnízdění sokolů, poničeny porosty na skalních plotnách s místní populací tařice skalní a masivní kovové prvky a lana ferrat narušily vzhled skalní dominanty i pozůstatky středověkého hradu. Stavitel ferrat nereagoval na udělenou pokutu a na výzvu k odstranění svého díla. Počátkem roku 2021 proto Agentura ochrany přírody a krajiny ČR, regionální pracoviště Správa CHKO České středohoří, společně s obcí Těchlovice a Českým horolezeckým svazem nechala v přírodní rezervaci Vrabinec odstranit všech sedm zajištěných cest. S odstraněním kovových konstrukcí, včetně 300 metrů lan, pomohli místní horolezci a zejména příslušníci jednotky Hasiči - Rescue. S výjimkou období hnízdění chráněných druhů ptáků zůstávají legální horolezecké aktivity v oblasti Vrabince i nadále povoleny.